# 계피차

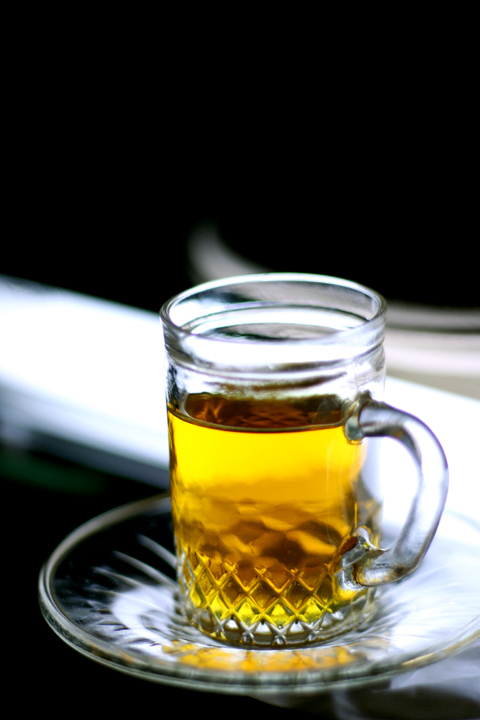

계피차(桂皮茶)는 물에 계피껍질을 달여놓은 허브차이다. 향이 강한 편이다.

## 같이 보기
- 생강차
- 수정과